# فردریک هندلی پیج
فردریک هندلی پیج (انگلیسی: Frederick Handley Page; ۱۵ نوامبر ۱۸۸۵ – ۲۱ آوریل ۱۹۶۲) مهندس اهل بریتانیا و پیشگام در صنایع هواگردسازی بود. وی با لقب خویش، سِر فردریک نیز شناخته می‌شود. او بنیان‌گذار شرکت هندلی پیج، یکی از مشهورترین و پیشگامان صنایع هواگردسازی در انگلستان بود.